# Campeonato da Oceania de Atletismo
O Campeonato da Oceania de Atletismo (em inglês Oceania Area Championships in Athletics) é uma competição internacional de atletismo organizada pela Associação de Atletismo da Oceania. Começou em 1990 como um campeonato continental para países da Oceania membros da IAAF. Originalmente projetado para ser realizado a cada quatro anos, transformou-se em bienal em 1996, anual em 2010 e voltando a ser bienal em 2015. Em 1990, 1996 e 1998, a competição foi aberta apenas às federações membros da IAAF, que excluíram notavelmente os territórios franceses na Oceania. Em 2000, o Campeonato se tornou Aberto, o que permitiu a participação de atletas de fora da Oceania. 

## Edições celebradas
| Edição | Ano  | Cidade       | País                   | Datas                    | Estádio                     |
| ------ | ---- | ------------ | ---------------------- | ------------------------ | --------------------------- |
| 1º     | 1990 | Suva         | Fiji                   | 11 - 14 de julho         | Estádio Nacional de Fiji    |
| 2º     | 1994 | Auckland     | Nova Zelândia          | 23 - 26 de fevereiro     |                             |
| 3º     | 1996 | Townsville   | Austrália              | 28 - 30 de novembro      | Townsville Sports Reserve   |
| 4º     | 1998 | Nuku'alofa   | Tonga                  | 27 - 28 de agosto        | Estádio Desportivo Teufaiva |
| 5º     | 2000 | Adelaide     | Austrália              | 24 - 26 de agosto        | Estádio de Atletismo SA     |
| 6º     | 2002 | Christchurch | Nova Zelândia          | 12 - 14 de dezembro      | Parque Queen Elizabeth II   |
| 7º     | 2004 | Townsville   | Austrália              | 16 - 18 de dezembro      | Townsville Sports Reserve   |
| 8º     | 2006 | Apia         | Samoa                  | 12 - 16 de dezembro      | Apia Park                   |
| 9º     | 2008 | Saipan       | Marianas Setentrionais | 25 - 28 de junho         | Complexo Esportivo Oleai    |
| 10º    | 2010 | Cairns       | Austrália              | 23 - 25 de setembro      | Barlow Park                 |
| 11º    | 2011 | Apia         | Samoa                  | 21 - 23 de junho         | Apia Park                   |
| 12º    | 2012 | Cairns       | Austrália              | 27 - 29 de junho         | Barlow Park                 |
| 13º    | 2013 | Papeete      | Polinésia Francesa     | 3 - 5 de junho           | Estádio Pater Te Hono Nui   |
| 14º    | 2014 | Rarotonga    | Ilhas Cook             | 24 - 26 de junho         | Estádio Avarua Tereora      |
| 15º    | 2015 | Cairns       | Austrália              | 8 - 10 de maio           | Barlow Park                 |
| 16º    | 2017 | Suva         | Fiji                   | 28 de junho - 1 de julho | Estádio Nacional de Fiji    |
| 17º    | 2019 | Townsville   | Austrália              | 25 - 28 de junho         | Townsville Sports Reserve   |
| 18º    | 2021 | Port Vila    | Vanuatu                | maio                     | Estádio Korman              |

## Campeonatos regionais
A partir do ano 2000, a Associação de Atletismo da Oceania passou a realizar campeonatos regionais nas regiões da Melanésia, Micronésia e Polinésia. 

### Campeonato da Melanésia
Austrália, Fiji, Nova Caledônia, Ilha Norfolk, Papua-Nova Guiné, Ilhas Salomão e Vanuatu competem pela região da Melanésia.
| Edição | Ano  | Cidade     | País             | Datas             | Estádio                     |
| ------ | ---- | ---------- | ---------------- | ----------------- | --------------------------- |
| 1º     | 2001 | Suva       | Fiji             | abril             |                             |
| 2º     | 2003 | Lae        | Papua-Nova Guiné | 25 – 27 de abril  | Estádio Sir Ignatius Kilage |
| 3º     | 2005 | Lae        | Papua-Nova Guiné | 22 – 24 de abril  | Estádio Sir Ignatius Kilage |
| 4º     | 2007 | Cairns     | Austrália        | 14 - 19 de agosto | Barlow Park                 |
| 5º     | 2009 | Gold Coast | Austrália        | 4 - 8 de agosto   | Universidade Griffith       |
| 6º     | 2016 | Suva       | Fiji             | 7 – 9 de julho    | Estádio Nacional de Fiji    |
| 7º     | 2018 | Port Vila  | Vanuatu          | 9 – 11 de maio    | Estádio Korman              |

### Campeonato da Micronésia
Guam, Kiribati, Ilhas Marshall, Estados Federados da Micronésia, Nauru, Marianas Setentrionais e Palau competem pela região da Micronésia.
| Edição | Ano  | Cidade     | País                            | Datas               | Estádio                  |
| ------ | ---- | ---------- | ------------------------------- | ------------------- | ------------------------ |
| 1º     | 2003 | Koror      | Palau                           | 25 – 26 de abril    |                          |
| 2º     | 2005 | Saipan     | Marianas Setentrionais          | 14 - 15 de dezembro | Complexo Esportivo Oleai |
| 3º     | 2007 | Yona       | Guam                            | 14 - 15 de dezembro | Leo Palace Resort        |
| 4º     | 2009 | Gold Coast | Austrália                       | 4 - 8 de agosto     | Universidade Griffith    |
| 5º     | 2016 | Kolonia    | Estados Federados da Micronésia | 2 - 4 de junho      |                          |
| 6º     | 2018 | Saipan     | Marianas Setentrionais          | 14 - 16 de junho    | Complexo Esportivo Oleai |

### Campeonato da Polinésia
Samoa Americana, Ilhas Cook, Polinésia Francesa, Nova Zelândia, Niue, Samoa, Tonga e Tuvalu competem pela região da Polinésia.
| Edição | Ano  | Cidade     | País               | Datas               | Estádio                   |
| ------ | ---- | ---------- | ------------------ | ------------------- | ------------------------- |
| 1º     | 2000 | Apia       | Samoa              |                     |                           |
| 2º     | 2005 | Papeete    | Polinésia Francesa | Outubro ou Novembro | Estádio Pater Te Hono Nui |
| 3º     | 2007 | Rarotonga  | Ilhas Cook         | 16 – 17 de outubro  |                           |
| 4º     | 2009 | Gold Coast | Austrália          | 4 - 8 de agosto     | Universidade Griffith     |
| 5º     | 2016 | Papeete    | Polinésia Francesa | 7 – 9 de abril      | Estádio Pater Te Hono Nui |